# Весёлая Горка (Украина)
Весёлая Горка (укр. Весела Гірка) — село,
Варваровский сельский совет,
Юрьевский район,
Днепропетровская область,
Украина.
Код КОАТУУ — 1225980507. Население по переписи 2001 года составляло 103 человека .

## Географическое положение
Село Весёлая Горка находится на правом берегу реки Малая Терновка,
выше по течению на расстоянии в 4,5 км расположено село Бразолово,
ниже по течению на расстоянии в 1 км расположено село Призовое,
на противоположном берегу — село Варваровка.